# Лада Марія Горпієнко
Лада Марія Горпієнко — українська співачка, гітаристка, актриса, танцівниця та хореограф із Опольського регіону. Закінчила Київське театрально-кінематографічне училище. Вона приїхала до Польщі в 1994 році на запрошення краківського кабаре Лох Камелот, де пробула понад двадцять років.

## кар'єра
Співачка також співпрацювала з Яном Канте Павлушкевичем, Євою Корнецькою та Зигмунтом Конєчним. Вона співає традиційні пісні з України та композиції таких виконавців, як Булат Окуджава та Влодзімєж Висоцький. Виступала в Німеччині, Франції та США. Вона отримала головний приз на українському фестивалі «Оберінг», гран-прі на міжнародному фестивалі «Słowiańskie Żagle» та спеціальний приз на рок-фестивалі «Тарас Бульба». У період з 1998 по 2002 роки вона кілька разів з'являлася в телешоу «Зустріч з баладою» («Spotkania z ballad»). Знімалася в польських та українських фільмах. Важливою подією в її кар'єрі стала роль у фільмі Єжи Гофмана " Ogniem i mieczem ", в якому вона зіграла роль подружки нареченої на українському весіллі та заспівала пісню «Ruta miata»,.

## Концерти та шоу[6]
- Wszystkie jezyki świata з Катажиною Ямроз
- Pieśni Prastare — 1994
- Pora spadania jabłek — 1995
- Piosenka dla zapowietrzonego — 1996
- Jak szaleć до szaleć
- Pieśni Bułata Okudżawy
- Pieśni Włodzimierza Wysockiego
- Michol na ganeczku siadła — концерт єврейських та українських пісень

## Дискографія
- 1995 рік : Ukraine-pieśni prastare.
- 1996 рік ? : Kolendy i szczedriwky
- 1997 рік : Cudownie Jest. Цей диск містить дев'ять пісень[7].
- 2003 рік : Pieśni Bułata Okudżawy (Пісні Булата Окуджави). Цей диск містить сімнадцять пісень[8]
- 2010 рік : Хавдалла. Цей диск містить чотирнадцять пісень, перекладених на їдиш, іврит або польську мову. Лейбл Тилкомузика[9].